# Cronologia creștinismului
Scopul acestei cronologii este de a oferi o relatare detaliată a creștinismului de la începutul erei actuale (AD) până în prezent. Semne de întrebare privind datele indică date aproximative.
- 6: Irod Archelaus este demis de Augustus; Samaria, Iudeea și Idumea sunt anexate ca Iudaea, provincie sub administrare romană directă, capitala la Cezareea, Publius Sulpicius Quirinius a devenit Legat (guvernator) al Siriei, se realizează Recensământul lui Quirinius, se opun Zeloții (JA18, Luca 2 :1-3, Fapte 5:37)
- 7-26: scurtă perioadă de pace, relativ fără revolte și vărsări de sânge în Iudaea & Galileea
- 9: conducătorul fariseilor Hillel cel Bătrân moare, ridicare temporară la conducere a lui Șamai
- 14-37: Tiberius, Împărat Roman
- 18-36: Caiafa, numit Mare Preot al Templului lui Irod de către prefectul Valerius Gratus, destituit de către legatul sirian Lucius  Vitellius
- 19: evreii, evreii prozeliți, astrologii - expulzați din Roma
- 26-36: Pilat din Pont, prefectul (guvernator) din Iudaea, rechemat la Roma de către legatul sirian Vitellius ca urmare a plângerilor de exces de violență (JA18.4.2)
- 28 sau 29: Ioan Botezătorul a început lucrarea sa în "15-lea an al lui Tiberiu" (Luca 3:1-2), spunând: "Pocăiți-vă, căci Împărăția cerurilor este aproape" (Matei 3:1-2), o rudă a lui Isus (Luca 01:36), un nazireu (Luca 1:15), botezat de Isus (Marcu 1:4-11), mai târziu arestat și decapitat de Irod Antipa (Luca 3:19-20), este posibil ca, în conformitate cu cronologia lui Josephus, Ioan nu a fost ucis până în 36 (JA18.5.2).

Isus și-a început misiunea sa, după botezul lui Ioan și în timpul conducerii Pilat, predicând: "Pocăiți-vă, căci Împărăția cerurilor este aproape" (Matei 4:12-17). 